# 莫日格勒河
莫尔格勒河（羅馬化：Mörgöl gol，“碰头河”），位于中华人民共和国内蒙古自治区陈巴尔虎旗境内，是海拉尔河右岸支流，发源于陈巴尔虎旗东北鄂温克民族苏木阿散嘎查东北大兴安岭西麓，蜿蜒向西南流经那吉嘎查、辉屯嘎查、巴彦哈达苏木呼和温都日嘎查、乌兰础鲁嘎查等地，于巴彦库仁镇呼和诺尔草原巴彦哈达景区附近汇入海拉尔河。河长319千米，流域面积4987平方千米。年均径流量1.43亿立方米。莫尔格勒河上游为中低山地，森林密布，下游两岸多滩地、沼泽、湖泊。